# 爪哇舌蕨
爪哇舌蕨（学名：Elaphoglossum angulatum）为舌蕨科舌蕨属下的一个种。

## 扩展阅读
- 維基物種上的相關：爪哇舌蕨